# همپتون (پنسیلوانیا)
همپتون (به انگلیسی: Hampton) یک منطقهٔ مسکونی در ایالات متحده آمریکا است که در شهرستان آدامز، پنسیلوانیا واقع شده‌است. همپتون ۶۳۲ نفر جمعیت دارد.